# Eduardo Blanco Amor
Pour les articles homonymes, voir Blanco et Amor.
Eduardo Modesto Blanco Amor, né à Ourense en 1897 et mort à Vigo en 1979, est un écrivain et journaliste espagnol, écrivant tant en galicien qu'en castillan, exilé sous la dictature franquiste.

## Biographie
Son père abandonne le foyer familial alors qu'Eduardo n'a que trois ans. En 1915, à l'âge de dix-sept ans, il commence à travailler au Diario de Orense. Il fréquente les clubs littéraires de Vicente Risco, défenseur de la culture galicienne. En 1919, il s'installe à Buenos Aires (Argentine), et prend part, avec les intellectuels galiciens, à Fédération des sociétés galiciennes, fondée en 1921. Il entre en 1925 au quotidien argentin La Nación, où il se lie avec Leopoldo Lugones, Jorge Borges, Ernesto Sábato et Eduardo Mallea, ainsi qu'avec l'écrivain uruguayen Horacio Quiroga. 
Il entame sa carrière littéraire en 1927 avec le roman Os Nonnatos, puis l'année suivante avec le recueil de poèmes Romances Galegos. 
Il revient en Galice en 1928 comme correspondant du quotidien La Nación. Il rencontre alors Alfonso Castelao, divers intellectuels du Parti Galeguiste et le groupe Nós, et le jeune acteur Serafín Ferro.
Il rencontre également Federico García Lorca par l'intermédiaire d'une relation commune, Ernesto Guerra da Cal. Il entame une grande amitié avec lui. En 1934, il est invité à la Huerta de San Vicente et réalise de nombreuses photographies de la famille García Lorca. En 1935, il publie les Six poèmes galiciens de Lorca.  
Il est en Argentine lorsqu'éclate la guerre d'Espagne et défend la République depuis ce pays.  
Il rentre en Espagne en 1965, où il continue à publier, mais sans grand succès sous le régime franquiste, étant galicien et homosexuel.  
Il meurt à Vigo le 1er décembre 1979. 